# Porta Nova do Mar

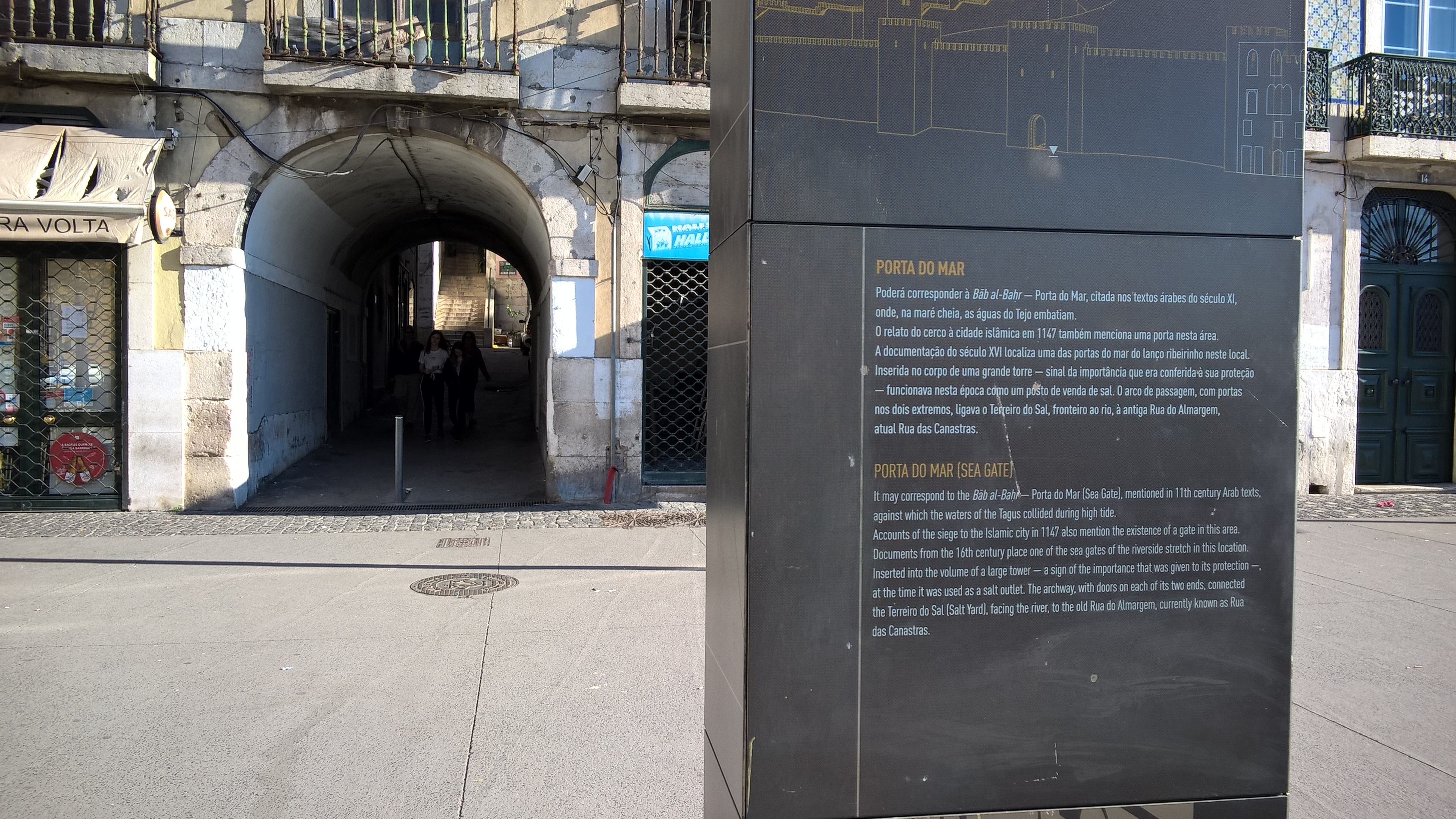

A Porta Nova do Mar foi uma antiga porta da cidade de Lisboa, inserida na cerca fernandina da cidade.
Esta porta ainda sobrevive na Rua dos Bacalhoeiros, antes de chegar à Casa dos Bicos, com o nome de Arco das Portas do Mar.